# Narodowy Dzień Arumunów
Narodowy Dzień Arumunów (arum. Dzua Natsionalã a Armãnjilor), Narodowy Dzień Wlachów (mac. Национален ден на Власите) – arumuńskie święto etniczne oraz macedońskie święto państwowe obchodzone 23 maja, przez Arumunów od 1991, a w Macedonii od 2007. Upamiętnia ono uznanie przez Imperium Osmańskie Arumunów za osobną mniejszość etniczną.

## Historia święta
W 1991 stowarzyszenia arumuńskie zdecydowały o ustanowieniu 23 maja Narodowego Dnia Arumunów. Upamiętnia on podpisanie przez ówczesnego sułtana Imperium Osmańskiego Abdülhamida II dokumentu Ullah millet, uznającego odrębność etniczną Wlachów (Arumunów) oraz ich prawo do nauczania i modlitw w języku arumuńskim. Był to skutek powstania ilindeńskiego, w które zaangażowali się Arumunii. 
W 2007 władze Macedonii Północnej zdecydowały o ustanowieniu Narodowego Dnia Wlachów jako święta państwowego. W tym samym roku Ministerstwo Pracy i Polityki Społecznej zdecydowało, że będzie to dzień wolny od pracy dla wszystkich członków społeczności Arumunów. 
Święto to nie jest obchodzone przez greckich Arumunów, ponieważ podpisanie dokumentu przez sułtana jest uważane za porażkę dyplomatyczną ówczesnego Królestwa Grecji i mogłoby spowodować spory na tle etnicznym. 